# László Bíró
László József Bíró (29. září 1899 Budapešť – 24. října 1985 Buenos Aires),  rodným jménem László József Schweiger, byl maďarský vynálezce židovského původu. Proslavil se jako vynálezce kuličkového pera, které bylo poprvé dovedeno do komerční výroby (první kuličkové pero vynalezl zhruba o 50 let dříve Američan John J. Loud, ale nemělo komerční úspěch). 
Bíró se narodil v maďarské židovské rodině v Budapešti Mózesovi Mátyásovi Schweigerovi (1865 Hódmezővásárhely – 1937 Budapešť) a Jance, rozené Ullmannové (1873 Kaposvár – ?). Po ukončení školy začal pracovat jako novinář, ale zajímal se i o malování. V roce 1931 sestrojil první prototyp kuličkového pera, když si při své práci všiml, že barva používaná při tisku novin schne rychleji než běžný inkoust a proto se nerozmazává. Snažil se použít nejprve tuto barvu v plnicím peru, což se mu však nepodařilo, neboť byla příliš hustá. Při pozorování dětí, které si hrály s kuličkami v louži, si ale všiml, že kuličky za sebou zanechávají při valení vodní stopu. To mu vnuklo nápad a ve spolupráci se svým bratrem Györgym, který byl chemik, vymyslel nový typ pera, ve kterém použil kuličku, která se pohybem pera po papíru otáčí a roznáší přitom barvu na povrch papíru. Bíró poprvé představil výrobek na budapešťském mezinárodním veletrhu v roce 1931.
V roce 1938, kdy se začala protižidovská opatření v Maďarsku, Bíró spolu se svým bratrem zemi opustil a odejel do Paříže, kde si patentoval svůj vynález. V Paříži mu odchod do Argentiny doporučil Augustin Justo. Bíró se až na argentinském velvyslanectví dozvěděl, že A. Justo je argentinský prezident.
17. června 1943 Bíró spolu s bratrem v Argentině předložili další patent a založili Biro Pens of Argentina (v Argentině se kuličkové pero dosud nazývá „birome“). Britská vláda údajně koupila licenci, aby mohli piloti Royal Air Force používat tento nový druh pera, neboť umožňovalo psaní i ve vysokých nadmořských výškách, bez rozlévání inkoustu.
V roce 1945 koupil od Bíróa patent na pero francouzský výrobce italského původu Marcel Bich a vynález  se brzy stal hlavním produktem jeho firmy Bic. Bic celosvětově postupně prodal více než 100 miliard kuličkových per.
V 60. letech 20. století se kuličkové pero rozšířilo do celého světa. V mnoha zemích včetně Velké Británie, Irska, Austrálie a Itálie se kuličkové pero nazývá jednoduše „biro“ nebo „biropen“. V Argentině se dosud Den vynálezců oslavuje 29. září, v den Bíróvých narozenin.